# کونووشه
کونووشه (به لاتین: Künövşə، تا ۲۰۰۰ گونَوشا Günəvşa) یک منطقه مسکونی در جمهوری آذربایجان است که در شهرستان سیاه‌زن واقع شده است. کونووشه ۳۱ نفر جمعیت دارد.